# Mali raspjevani Dubrovnik
Mali raspjevani Dubrovnik je pjevački zbor dubrovačke djece nastao pod vodstvom skladatelja Đela Jusića. Osnovan je 1962. godine.
Popularnije Jusićeve skladbe napisane za zbor jesu Lutkica na dar, Lula Starog Kapetana, Gusar s Porporele i mnoge druge.
Tekstove nekih od pjesama napisao je Luko Paljetak.
Koncert malih pjevača održava se svako ljeto u Gradu na skalinima crkve Sv. Vlaha. 
Zbor je nastupao po cijeloj Hrvatskoj, u Italiji i Vatikanu. Jedan od najznačajnijih nastupa bio je koncert s američkom pjevačicom Barbarom Hendricks 1992. godine koji je prenosila Eurovizija iz Franjevačke crkve u tada okupiranu Dubrovniku.
Zbor je do sada snimio 6 LP ploča i 3 CD-a. Za CD pod imenom Božić u Dubrovniku dobili su 1997. godine nagradu Porin za najbolji album za djecu.
8. srpnja 2007. godine zbor je proslavio svoj 45. rođendan. Tom prigodom je objavljena i monografija pod nazivom Mali raspjevani Dubrovnik – 45 godina autorice Nataše Kalinić Ahačić.